# Мишевић
Мишевић је насељено место града Јагодине у Поморавском округу. Према попису из 2022. има 112 становника (према попису из 2011. било је 150 становника).
Овде се налази Запис липа код школе (Мишевић).

## Историја
До Другог српског устанка Мишевић се налазио у саставу Османског царства. Након Другог српског устанка Мишевић улази у састав Кнежевине Србије и административно је припадао Јагодинској нахији и Левачкој кнежини све до 1834. године када је Србија подељена на сердарства.

## Демографија
У насељу Мишевић живи 207 пунолетних становника, а просечна старост становништва износи 52,2 година (50,0 код мушкараца и 54,5 код жена). У насељу има 95 домаћинстава, а просечан број чланова по домаћинству је 2,45.
Ово насеље је великим делом насељено Србима (према попису из 2002. године), а у последња три пописа, примећен је пад у броју становника.
|  |

| Демографија | Демографија | Демографија |
| Година      | Становника  | Становника  |
| ----------- | ----------- | ----------- |
| 1948.       | 666         |             |
| 1953.       | 669         |             |
| 1961.       | 624         |             |
| 1971.       | 547         |             |
| 1981.       | 432         |             |
| 1991.       | 289         | 289         |
| 2002.       | 233         | 234         |
| 2011.       | 150         |             |
| 2022.       | 112         |             |

| Етнички састав према попису из 2002.‍ | Етнички састав према попису из 2002.‍ | Етнички састав према попису из 2002.‍ | Етнички састав према попису из 2002.‍ | Етнички састав према попису из 2002.‍ |
| ------------------------------------ | ------------------------------------ | ------------------------------------ | ------------------------------------ | ------------------------------------ |
|                                      |                                      |                                      |                                      |                                      |
| Срби                                 | Срби                                 |                                      | 229                                  | 98,28%                               |
| Хрвати                               | Хрвати                               |                                      | 1                                    | 0,42%                                |
| непознато                            | непознато                            |                                      | 3                                    | 1,28%                                |

| Мишевић у пописима Јагодинске нахије — од 1818. до 1829.                          |       |       |       |       |       |       |          |       |       |       |       |       |
| Година пописа                                                                     | 1818. | 1819. | 1820. | 1821. | 1822. | 1823. | 1824/25. | 1825. | 1826. | 1827. | 1828. | 1829. |
| Куће                                                                              | 10    | 10    | 10    | 10    | 10    | 12    | 12       | 12    | 12    | 13    | 13    | 13    |
| Пореске главе*                                                                    | -     | 11    | 12    | 13    | 13    | 13    | 16       | 15    | 15    | 15    | 15    | 15    |
| Арачке главе**                                                                    | 29    | 31    | 32    | 30    | 31    | 33    | 36       | 33    | 37    | 37    | 37    | 38    |
| *Пореске главе = Ожењени мушкарци \| ** Арачке главе = Мушкарци од 7 до 70 година |       |       |       |       |       |       |          |       |       |       |       |       |

| Година пописа     | 1948. | 1953. | 1961. | 1971. | 1981. | 1991. | 2002. |
| ----------------- | ----- | ----- | ----- | ----- | ----- | ----- | ----- |
| Број домаћинстава | 118   | 119   | 123   | 121   | 119   | 101   | 95    |

| Број чланова      | 1  | 2  | 3  | 4 | 5 | 6 | 7 | 8 | 9 | 10 и више | Просек |
| ----------------- | -- | -- | -- | - | - | - | - | - | - | --------- | ------ |
| Број домаћинстава | 33 | 30 | 10 | 9 | 7 | 4 | 1 | 1 | 0 | 0         | 2,45   |

| Пол    | Укупно | Неожењен/Неудата | Ожењен/Удата | Удовац/Удовица | Разведен/Разведена | Непознато |
| ------ | ------ | ---------------- | ------------ | -------------- | ------------------ | --------- |
| Мушки  | 104    | 21               | 63           | 16             | 4                  | 0         |
| Женски | 104    | 6                | 61           | 34             | 2                  | 1         |
| УКУПНО | 208    | 27               | 124          | 50             | 6                  | 1         |

| Пол    | Укупно                    | Пољопривреда, лов и шумарство | Рибарство                            | Вађење руде и камена | Прерађивачка индустрија       |
| ------ | ------------------------- | ----------------------------- | ------------------------------------ | -------------------- | ----------------------------- |
| Мушки  | 68                        | 52                            | 0                                    | 0                    | 8                             |
| Женски | 34                        | 32                            | 0                                    | 0                    | 0                             |
| УКУПНО | 102                       | 84                            | 0                                    | 0                    | 8                             |
| Пол    | Производња и снабдевање   | Грађевинарство                | Трговина                             | Хотели и ресторани   | Саобраћај, складиштење и везе |
| Мушки  | 2                         | 4                             | 0                                    | 0                    | 2                             |
| Женски | 0                         | 0                             | 2                                    | 0                    | 0                             |
| УКУПНО | 2                         | 4                             | 2                                    | 0                    | 2                             |
| Пол    | Финансијско посредовање   | Некретнине                    | Државна управа и одбрана             | Образовање           | Здравствени и социјални рад   |
| Мушки  | 0                         | 0                             | 0                                    | 0                    | 0                             |
| Женски | 0                         | 0                             | 0                                    | 0                    | 0                             |
| УКУПНО | 0                         | 0                             | 0                                    | 0                    | 0                             |
| Пол    | Остале услужне активности | Приватна домаћинства          | Екстериторијалне организације и тела | Непознато            | Непознато                     |
| Мушки  | 0                         | 0                             | 0                                    | 0                    | 0                             |
| Женски | 0                         | 0                             | 0                                    | 0                    | 0                             |
| УКУПНО | 0                         | 0                             | 0                                    | 0                    | 0                             |